# Jana Toom
Jana Toom (à l'état civil Jana Tšernogorova, Litvinova) (Yana Toom jusqu'en 2024), née le 15 octobre 1966 à Tallinn, est une femme politique estonienne, membre du Parti du centre (Kesk).
Le 25 mai 2014, elle est élue députée européenne, devant la première élue de son pays au Parlement européen issue de la minorité russe. Elle a fait partie du 12e Riigikogu.